# Helga Masthoff

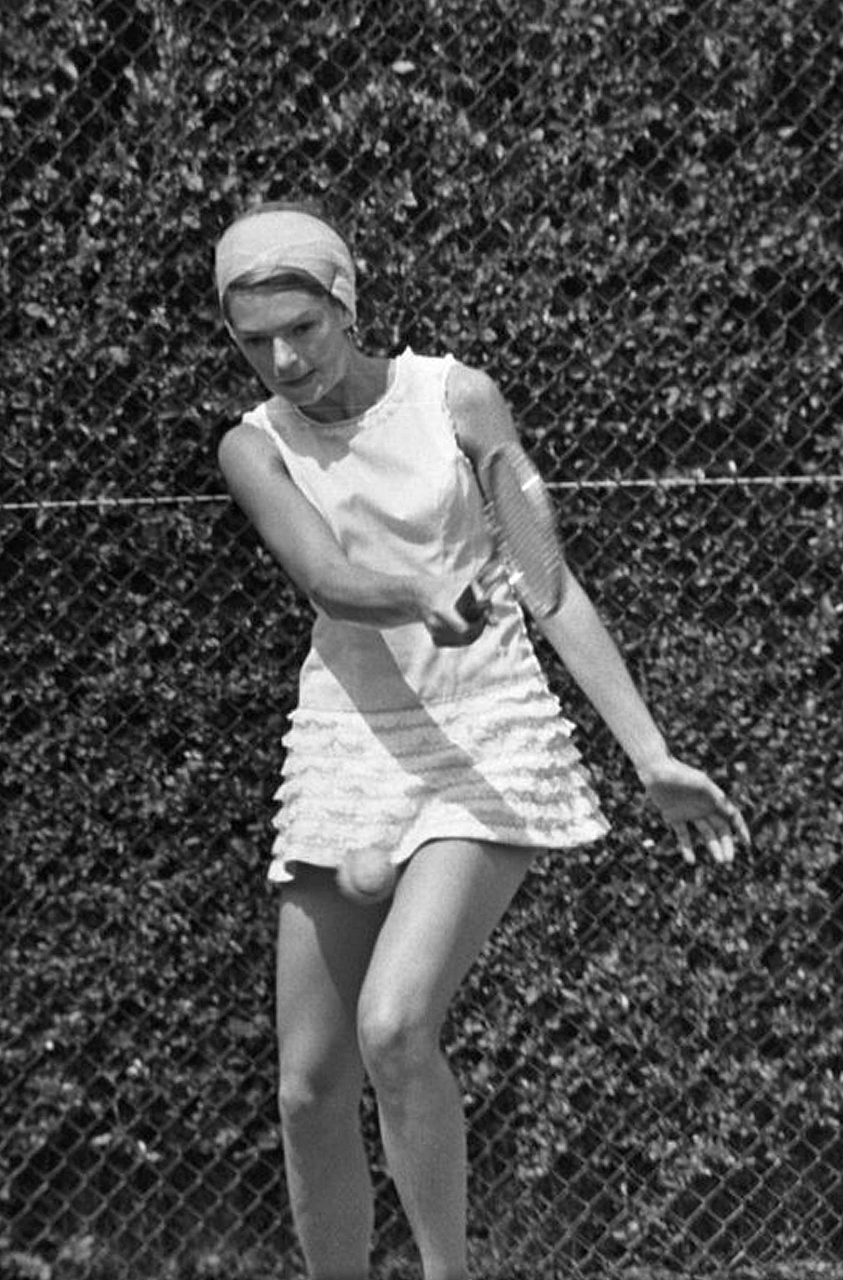
Helga Niessen op 't Melkhuisje in Hilversum (1970)

Helga Masthoff, geboren als Helga Niessen (Essen, 11 november 1941) is een voormalig tennisspeelster uit Duitsland. Zij speelde rechtshandig, met een enkelhandige backhand, en behaalde haar beste resultaten op gravel. Zij was actief in het internationale tennis van 1963 tot en met 1978, waarvan de eerste helft onder de naam Helga Niessen, en de tweede helft als Helga Masthoff. Zij trad omstreeks eind 1970 in het huwelijk met Hans Masthoff.

## Loopbaan
Tijdens de Olympische spelen van 1968, op het demonstratietoernooi dat werd gehouden in Guadalajara, behaalde Helga Niessen drie medailles:
- de gouden medaille in het enkelspel,
- de gouden medaille in het vrouwendubbelspel, samen met Edda Buding, en
- de zilveren medaille in het gemengd dubbelspel, samen met Jürgen Fassbender.

Haar beste resultaten op de grandslamtoernooien zette zij neer op haar favoriete ondergrond: het gravel van Roland Garros:
- in 1970 bereikte Niessen de finale in het enkelspel, en
- in 1976 bereikte Masthoff de finale in het dubbelspel, samen met de Amerikaanse Kathleen Harter.

In de periode 1965–1977 vertegenwoordigde zij jaarlijks West-Duitsland in de Fed Cup. Met dit team stond zij tweemaal in de finale: 1966 (verloren van de Verenigde Staten) en 1970 (verloren van Australië). Haar winst/verlies-balans in de Fed Cup was 38–18 (waarvan 23–10 in het enkelspel en 15–8 in het dubbelspel). Niessen/Masthoff houdt, naast deze balanscijfers, nog enkele andere records binnen het Duitse Fed Cup-team: gedurende elf jaren deelgenomen, 33 keer een landenwedstrijd ("tie") gespeeld, beste dubbelspelteam met Heide Orth/Schildknecht ex aequo beste dubbelspelteam met Katja Ebbinghaus.
De nationale Duitse kampioenschappen waren in de periode 1964–1978 een onderonsje van twee Helga's: Niessen/Masthoff won de titel tien keer; Helga Schultze/Hösl vijf keer. In het dubbelspel ging Masthoff elf keer met de titel naar huis, waarvan vijfmaal samen met Heide Orth (1970–1974) en vijfmaal met Katja Ebbinghaus (1975–1979). In het gemengd dubbelspel, ten slotte, was zij vijf keer de beste, waarvan vier keer met Hans-Jürgen Pohmann.
Na een verloren finale in 1971 won Masthoff driemaal op rij de enkelspeltitel op het Open Duitse kampioenschap: in 1972, 1973 en 1974. Haar overwinning (in 1974) op Martina Navrátilová (die toen zeventien jaar was) zou de laatste blijven.
Volgens Bud Collins stond Masthoff in 1970, 1971 en 1973 in de top tien van de wereldranglijst. Haar hoogste positie was nummer zes, in 1970.

## Palmares
| Legenda                |
| ---------------------- |
| Grandslamtoernooi      |
| Olympische Spelen      |
| Year-End Championships |
| Tier I                 |
| Tier II                |
| Tier III               |
| Tier IV & V            |

### WTA-finaleplaatsen enkelspel
| nr.              | finale     | toernooi          | ondergrond | tegenstandster      | score         |
| ---------------- | ---------- | ----------------- | ---------- | ------------------- | ------------- |
| gewonnen finales |            |                   |            |                     |               |
| 1.               | 1968-10-20 | O.S. Mexico       | gravel     | Jane Bartkowicz     | 6-4, 6-3      |
| 2.               | 1970-08-?? | WTA Kitzbühel     |            | Evonne Goolagong    | 7-5, 6-3      |
| 3.               | 1971-07-11 | WTA Båstad        | gravel     | Ingrid Löfdahl      | 4-6, 6-1, 6-3 |
| 4.               | 1971-08-02 | WTA Venetië       |            | Rosie Casals        | 3-6, 6-4, 6-3 |
| 5.               | 1972-06-11 | WTA Hamburg       | gravel     | Linda Tuero         | 6-3, 3-6, 8-6 |
| 6.               | 1973-06-17 | WTA Hamburg       | gravel     | Pat Pretorius       | 6-4, 6-1      |
| 7.               | 1973-07-15 | WTA Düsseldorf    | gravel     | Evonne Goolagong    | 6-4, 6-4      |
| 8.               | 1974-05-26 | WTA Hamburg       | gravel     | Martina Navrátilová | 6-4, 5-7, 6-3 |
| 9.               | 1974-10-13 | WTA Madrid        | gravel     | Tine Zwaan          | 6-2, 6-4      |
| 10.              | 1975-12-14 | WTA Perth         | gras       | Lesley Bowrey       | 6-2, 3-6, 6-4 |
| 11.              | 1976-04-18 | WTA Monte Carlo   | gravel     | Fiorella Bonicelli  | 6-4, 6-2      |
| 12.              | 1976-05-16 | WTA Bournemouth   | gravel     | Sue Barker          | 5-7, 6-3, 6-2 |
| verloren finales |            |                   |            |                     |               |
| 1.               | 1969-08-11 | WTA Hamburg       | gravel     | Judy Tegart         | 3-6, 4-6      |
| 2.               | 1970-06-07 | Roland Garros     | gravel     | Margaret Court      | 2-6, 4-6      |
| 3.               | 1970-08-17 | WTA Hamburg       | gravel     | Helga Hösl          | 3-6, 3-6      |
| 4.               | 1971-05-11 | WTA Rome          | gravel     | Virginia Wade       | 4-6, 4-6      |
| 5.               | 1971-05-23 | WTA Hamburg       | gravel     | Billie Jean King    | 3-6, 4-6      |
| 6.               | 1972-05-13 | WTA Bournemouth   | gravel     | Evonne Goolagong    | 0-6, 4-6      |
| 7.               | 1973-07-22 | WTA Hilversum     | gravel     | Betty Stöve         | 5-7, 2-6      |
| 8.               | 1973-08-26 | WTA Toronto       | gravel     | Evonne Goolagong    | 6-7, 4-6      |
| 9.               | 1973-11-18 | WTA Japan (Tokio) | tapijt (i) | Evonne Goolagong    | 3-6, 4-6      |
| 10.              | 1975-07-13 | WTA Båstad        | gravel     | Sue Barker          | 4-6, 0-6      |
| 11.              | 1976-01-11 | WTA Auckland      | gras       | Sue Barker          | 5-6           |

### WTA-finaleplaatsen dubbelspel
| nr.                                 | finale     | toernooi         | ondergrond | partner             | tegenstandsters                     | score         |
| ----------------------------------- | ---------- | ---------------- | ---------- | ------------------- | ----------------------------------- | ------------- |
| gewonnen finales vrouwendubbelspel  |            |                  |            |                     |                                     |               |
| 1.                                  | 1968-10-20 | O.S. Mexico      | gravel     | Edda Buding         | Rosa Maria Darmon Julie Heldman     | 6-3, 6-4      |
| 2.                                  | 1969-08-11 | WTA Hamburg      | gravel     | Judy Tegart         | Edda Buding Helga Schultze          | 6-1, 6-4      |
| 3.                                  | 1971-05-11 | WTA Rome         | gravel     | Virginia Wade       | Lesley Bowrey Helen Gourlay         | 5-7, 6-2, 6-2 |
| 4.                                  | 1971-07-11 | WTA Båstad       | gravel     | Heide Orth          | Ana María Pinto Bravo Linda Tuero   | 6-2, 6-1      |
| 5.                                  | 1972-06-11 | WTA Hamburg      | gravel     | Heide Orth          | Wendy Overton Valerie Ziegenfuss    | 6-3, 2-6, 6-0 |
| 6.                                  | 1972-12-01 | WTA Buenos Aires | gravel     | Pam Teeguarden      | Ana María Pinto Bravo Virginia Wade | 7-5, 6-2      |
| 7.                                  | 1973-06-17 | WTA Hamburg      | gravel     | Heide Orth          | Kristien Kemmer Laura Rossouw       | 6-1, 6-2      |
| 8.                                  | 1973-07-22 | WTA Hilversum    | gravel     | Betty Stöve         | Brigitte Cuypers Trudy Walhof       | 6-2, 7-6      |
| 9.                                  | 1974-11-24 | WTA Buenos Aires | gravel     | Katja Ebbinghaus    | Beatriz Araújo Raquel Giscafré      | 6-0, 6-1      |
| 10.                                 | 1976-04-18 | WTA Monte Carlo  | gravel     | Katja Ebbinghaus    | Rosa Maria Darmon Gail Lovera       | 6-3, 7-5      |
| verloren finales vrouwendubbelspel  |            |                  |            |                     |                                     |               |
| 1.                                  | 1970-08-06 | WTA Kitzbühel    |            | Winnie Shaw         | Brenda Kirk Annette du Plooy        | 4-6, 7-5, 3-6 |
| 2.                                  | 1970-07-19 | WTA Gstaad       | gravel     | Betty Stöve         | Rosie Casals Françoise Dürr         | 2-6, 2-6      |
| 3.                                  | 1970-08-02 | WTA Hilversum    | gravel     | Margaret Court      | Karen Krantzcke Kerry Melville      | 6-3, 7-9, 5-7 |
| 4.                                  | 1971-05-23 | WTA Hamburg      | gravel     | Heide Orth          | Rosie Casals Billie Jean King       | 2-6, 1-6      |
| 5.                                  | 1971-07-25 | WTA Kitzbühel    | gravel     | Heide Orth          | Rosie Casals Billie Jean King       | 2-6, 4-6      |
| 6.                                  | 1973-07-15 | WTA Düsseldorf   | gravel     | Heide Orth          | Evonne Goolagong Janet Young        | gedeeld       |
| 7.                                  | 1973-08-26 | WTA Toronto      | gravel     | Martina Navrátilová | Evonne Goolagong Peggy Michel       | 3-6, 2-6      |
| 8.                                  | 1974-10-13 | WTA Madrid       | gravel     | Kora Creydt         | Lesley Charles Sue Mappin           | 2-6, opg.     |
| 9.                                  | 1975-12-21 | WTA Sydney       | gras       | Heidi Eisterlehner  | Evonne Cawley Helen Gourlay         | 3-6, 6-4, 3-6 |
| 10.                                 | 1976-06-13 | Roland Garros    | gravel     | Kathleen Harter     | Fiorella Bonicelli Gail Lovera      | 4-6, 6-1, 3-6 |
| 11.                                 | 1978-05-21 | WTA Hamburg      | gravel     | Katja Ebbinghaus    | Mima Jaušovec Virginia Ruzici       | 4-6, 7-5, 0-6 |
| verloren finales gemengd dubbelspel |            |                  |            |                     |                                     |               |
| 1.                                  | 1968-10-20 | O.S. Mexico      | gravel     | Jürgen Fassbender   | Julie Heldman Herb Fitzgibbon       | 1-6, 3-6      |

## Resultaten grandslamtoernooien en Olympische spelen
| Legenda | Legenda                          |
| ------- | -------------------------------- |
| g.t.    | geen toernooi gehouden           |
| l.c.    | lagere categorie                 |
| –       | niet deelgenomen                 |
| G       | uitgeschakeld in de groepsfase   |
| 1R      | uitgeschakeld in de eerste ronde |
| 2R      | uitgeschakeld in de tweede ronde |
| 3R      | uitgeschakeld in de derde ronde  |
| 4R      | uitgeschakeld in de vierde ronde |
| KF      | uitgeschakeld in de kwartfinale  |
| HF      | uitgeschakeld in de halve finale |
| F       | de finale verloren               |
| W       | het toernooi gewonnen            |
| w-v     | winst/verlies-balans             |

### Enkelspel
| Australian Open   | –    | –  | 1R   | –    | –  | –    | –    | –  | –    | –    | –    | KF | –    | –    | –    |
| Roland Garros     | –    | 2R | 1R   | 2R   | –  | F    | 1R   | HF | KF   | HF   | 2R   | KF | 3R   | 3R   | KF   |
| Wimbledon         | 2R   | 3R | 2R   | 1R   | 2R | KF   | 3R   | 2R | –    | KF   | –    | –  | 2R   | 2R   | –    |
| US Open           | 2R   | –  | –    | –    | –  | –    | –    | –  | HF   | –    | –    | –  | –    | –    | –    |
| Olympische spelen | g.t. | –  | g.t. | g.t. | W  | g.t. | g.t. | –  | g.t. | g.t. | g.t. | –  | g.t. | g.t. | g.t. |

### Vrouwendubbelspel
| Australian Open   | –    | –  | 1R   | –    | –  | –    | –    | –  | –    | –    | 2R | –    | –    | –    |
| Roland Garros     | –    | 2R | 2R   | –    | –  | KF   | –    | KF | KF   | KF   | F  | 2R   | 2R   | 1R   |
| Wimbledon         | 3R   | 3R | –    | 1R   | KF | 2R   | KF   | –  | –    | –    | –  | –    | –    | –    |
| US Open           | –    | –  | –    | –    | –  | –    | –    | –  | –    | –    | –  | –    | –    | –    |
| Olympische spelen | g.t. | –  | g.t. | g.t. | W  | g.t. | g.t. | –  | g.t. | g.t. | –  | g.t. | g.t. | g.t. |

### Gemengd dubbelspel
| Toernooi          | 1964 | 1965 | 1966 |   | 1968 |
| ----------------- | ---- | ---- | ---- | - | ---- |
| Australian Open   | –    | 2R   | –    | – |      |
| Roland Garros     | 1R   | –    | –    | – |      |
| Wimbledon         | –    | –    | 2R   | – |      |
| US Open           | –    | –    | –    | – |      |
| Olympische spelen | –    | g.t. | g.t. | F |      |